# 李東海
李東海，大紫荊勳賢，GBS，OBE，JP（1922年—2010年），男，廣東中山人，中国企业家，曾任香港東泰貿易有限公司、東泰財務投資（集團）有限公司、東泰財務有限公司、東泰證券公司、東泰實業有限公司、東泰能源有限公司等多家公司主席。

## 生平
自幼隨父母去香港，1941年12月香港淪陷後返回内地。1949年定居香港，後創建東泰貿易公司。
2010年6月8日因病在香港養和醫院逝世，終年88歲。
李東海逝世後，其子李君豪繼任東泰集團主席。

## 社会兼职
港九電器商聯會會長，李氏宗親會永遠名譽會長，香港意大利文化協會會長，東華三院顧問局顧問，東華三院百周年紀念董事局主席，東華三院歷屆主席會主席，醫院管理局委員，香港友好協進會主席，中華海外聯誼會副會長、中山同鄉會名譽會長，香港童軍總會副會長、名譽會長，
第七屆全國政協委員，第八、九屆全國政協常委，全國政協文史資料委員會副主任委員。

## 以他冠名的事物
於1999年初，當時身為東華三院顧問的李氏曾向東院捐款，以支付姚達之紀念小學下午校分拆的部分費用。因此，該校分拆後命名為「李東海小學」。

## 评价
李東海逝世後，中國政府盛讚李東海是香港知名實業家、慈善家、社會活動家，中國共產黨的真摯朋友，中國人民政治協商會議第八、九屆全國委員會常務委員，中華海外聯誼會第一、二屆副會長及第三屆名譽副會長，香港友好協進會永遠榮譽創會主席，香港東泰集團主席。

## 榮譽
- 意大利騎士勳銜（1966年）
- 意大利官長勳銜（1969年）
- 非官守太平绅士（1971年）
- 意大利司令勳銜（1972年）
- 英國MBE勳銜（1972年）
- 意大利大長官勳銜（1976年）
- 香港童軍第二最高榮譽銀龍勳章（1978年）
- 英國OBE勳銜（1983年）
- 英國聖約翰五級勳章（1983年）
- 香港童軍最高榮譽金龍勳章（1984年）
- 意大利最高榮譽大十字爵士勳銜（1988年）
- 法國國家榮譽軍團騎士勳銜（1988年）
- 英國聖約翰四級勳章（1989年）
- 比利時里奧普二世司令勳銜（1991年）
- 金紫荊星章（1999年）
- 大紫荊勳章（2006年）[2]